# Coupe du président de l'AFC 2014
Navigation
Édition précédente
La Coupe du président de l'AFC 2014 est la dixième et dernière édition de la Coupe du président de l'AFC. Elle se joue entre des clubs de nations membres de la Confédération asiatique de football (AFC).
Plusieurs changements ont lieu par rapport à l'édition précédente. Le Kirghizistan et la Palestine n'engagent pas d'équipes car ils ont obtenu le droit de participer à la Coupe de l'AFC. Dans le même temps, pour la première fois depuis 1985, une formation de Corée du Nord participe à une compétition continentale. Il y a donc onze formations engagées dans cette compétition.
L'AFC décide lors de son assemblée du 25 novembre 2013 de mettre un terme à la compétition à l'issue de l'édition 2014 et de l'intégrer à la Coupe de l'AFC. Ainsi les pays « émergents » associés jusque-là à cette compétition participeront aux barrages de la Coupe de l'AFC 2015.
C'est le club turkmène du HTTU Achgabat qui inscrit son nom sur la dernière ligne du palmarès de l'épreuve. Il s'impose lors de la finale disputée à Colombo au Sri Lanka face à la formation nord-coréenne de Rimyongsu SC. À noter la performance de son buteur, Süleýman Muhadow qui termine meilleur joueur et meilleur buteur de l'épreuve après avoir inscrit 11 des 12 buts de sa formation.
Pas moins de 70 buts sont marqués qu'cours des 22 rencontres de cette édition (soit une moyenne de 3,18 buts par match). Au niveau de l'affluence, on a un total de 35 387 spectateurs (soit une moyenne de 1 609 par match).

## Participants
| - Sheikh Russell KC Champion du Bangladesh 2012-2013 - Ugyen Academy Champion du Bhoutan 2013 - Svay Rieng Football Club Champion du Cambodge 2013 - Rimyongsu Sports Club Vainqueur du Mangyongdae Prize Sports Game 2013 - Erchim Champion de Mongolie 2013 - Manang Marsyangdi Club Champion du Népal 2013-2014 | - Sheikh Russell KC Champion du Bangladesh 2012-2013 - Ugyen Academy Champion du Bhoutan 2013 - Svay Rieng Football Club Champion du Cambodge 2013 - Rimyongsu Sports Club Vainqueur du Mangyongdae Prize Sports Game 2013 - Erchim Champion de Mongolie 2013 - Manang Marsyangdi Club Champion du Népal 2013-2014 | - Sheikh Russell KC Champion du Bangladesh 2012-2013 - Ugyen Academy Champion du Bhoutan 2013 - Svay Rieng Football Club Champion du Cambodge 2013 - Rimyongsu Sports Club Vainqueur du Mangyongdae Prize Sports Game 2013 - Erchim Champion de Mongolie 2013 - Manang Marsyangdi Club Champion du Népal 2013-2014 | - Sheikh Russell KC Champion du Bangladesh 2012-2013 - Ugyen Academy Champion du Bhoutan 2013 - Svay Rieng Football Club Champion du Cambodge 2013 - Rimyongsu Sports Club Vainqueur du Mangyongdae Prize Sports Game 2013 - Erchim Champion de Mongolie 2013 - Manang Marsyangdi Club Champion du Népal 2013-2014 | - Sheikh Russell KC Champion du Bangladesh 2012-2013 - Ugyen Academy Champion du Bhoutan 2013 - Svay Rieng Football Club Champion du Cambodge 2013 - Rimyongsu Sports Club Vainqueur du Mangyongdae Prize Sports Game 2013 - Erchim Champion de Mongolie 2013 - Manang Marsyangdi Club Champion du Népal 2013-2014 | - Sheikh Russell KC Champion du Bangladesh 2012-2013 - Ugyen Academy Champion du Bhoutan 2013 - Svay Rieng Football Club Champion du Cambodge 2013 - Rimyongsu Sports Club Vainqueur du Mangyongdae Prize Sports Game 2013 - Erchim Champion de Mongolie 2013 - Manang Marsyangdi Club Champion du Népal 2013-2014 | - KRL FC Champion du Pakistan 2013-2014 - Ceres FC Champion des Philippines en 2013 - Air Force Sports Club Champion du Sri Lanka 2013 - Tatung Football Club Champion de Taipei chinois 2013 - HTTU Achgabat Champion du Turkménistan 2013 | - KRL FC Champion du Pakistan 2013-2014 - Ceres FC Champion des Philippines en 2013 - Air Force Sports Club Champion du Sri Lanka 2013 - Tatung Football Club Champion de Taipei chinois 2013 - HTTU Achgabat Champion du Turkménistan 2013 | - KRL FC Champion du Pakistan 2013-2014 - Ceres FC Champion des Philippines en 2013 - Air Force Sports Club Champion du Sri Lanka 2013 - Tatung Football Club Champion de Taipei chinois 2013 - HTTU Achgabat Champion du Turkménistan 2013 | - KRL FC Champion du Pakistan 2013-2014 - Ceres FC Champion des Philippines en 2013 - Air Force Sports Club Champion du Sri Lanka 2013 - Tatung Football Club Champion de Taipei chinois 2013 - HTTU Achgabat Champion du Turkménistan 2013 | - KRL FC Champion du Pakistan 2013-2014 - Ceres FC Champion des Philippines en 2013 - Air Force Sports Club Champion du Sri Lanka 2013 - Tatung Football Club Champion de Taipei chinois 2013 - HTTU Achgabat Champion du Turkménistan 2013 | - KRL FC Champion du Pakistan 2013-2014 - Ceres FC Champion des Philippines en 2013 - Air Force Sports Club Champion du Sri Lanka 2013 - Tatung Football Club Champion de Taipei chinois 2013 - HTTU Achgabat Champion du Turkménistan 2013 |

## Calendrier
| Tour             | Date                  | Équipes participantes | Équipes restantes |
| ---------------- | --------------------- | --------------------- | ----------------- |
| Phase de groupes | du 1er au 11 mai      | 12                    | 12 à 6            |
| Phase finale     | du 22 au 25 septembre | 6                     | 6 à 2             |
| Finale           | 28 septembre          | 2                     | 2 à 1             |

## Phase de groupes
Le tirage au sort de la phase de groupes s'est déroulé le 28 mars 2014 à 16h à l'AFC House de Kuala Lumpur (Malaisie). Les équipes sont réparties en trois groupes qui se déroulent dans trois pays différents. Les deux premiers de chaque groupe se qualifient pour la phase finale.
Légende des classements
- Qualifié pour la phase finale

Légende des résultats
- Victoire à domicile
- Match nul
- Victoire à l'extérieur

### Groupe A
Les matchs du groupe A ont lieu au Sri Lanka du 7 au 11 mai 2014 au Sugathadasa Stadium de Colombo.
| Rang | Équipe                | Pts | J | G | N | P | Bp | Bc | Diff |  | Résultats             |  |     |     |     |
| ---- | --------------------- | --- | - | - | - | - | -- | -- | ---- |  | --------------------- |  | --- | --- | --- |
| 1    | Sheikh Russell KC     | 7   | 3 | 2 | 1 | 0 | 9  | 0  | +9   |  | Sheikh Russell KC     |  | 5-0 | 0-0 | 4-0 |
| 2    | Air Force Sports Club | 6   | 3 | 2 | 0 | 1 | 4  | 5  | -1   |  | Air Force Sports Club |  |     | 3-0 | 1-0 |
| 3    | KRL FC                | 4   | 3 | 1 | 1 | 1 | 3  | 3  | 0    |  | KRL FC                |  |     |     | 3-0 |
| 4    | Ugyen Academy         | 0   | 3 | 0 | 0 | 3 | 0  | 8  | -8   |  | Ugyen Academy         |  |     |     |     |

| 7 mai 2014 | Air Force Sports Club | 1 - 0   | Ugyen Academy | Sugathadasa Stadium, Colombo                  |                                               |
| 16:00      | Bandara 58e           | (0 - 0) |               | Spectateurs : 600 Arbitrage : Adham Makhadmeh | Spectateurs : 600 Arbitrage : Adham Makhadmeh |
| 16:00      | rapport               |         |               | Spectateurs : 600 Arbitrage : Adham Makhadmeh | Spectateurs : 600 Arbitrage : Adham Makhadmeh |

| 7 mai 2014 | KRL FC  | 0 - 0   | Sheikh Russell KC | Sugathadasa Stadium, Colombo                           |                                                        |
| 18:30      |         | (0 - 0) |                   | Spectateurs : 100 Arbitrage : Ali Sabah Adday Al-Qaysi | Spectateurs : 100 Arbitrage : Ali Sabah Adday Al-Qaysi |
| 18:30      | rapport |         |                   | Spectateurs : 100 Arbitrage : Ali Sabah Adday Al-Qaysi | Spectateurs : 100 Arbitrage : Ali Sabah Adday Al-Qaysi |

| 9 mai 2014 | Ugyen Academy | 0 - 3   | KRL FC                                | Sugathadasa Stadium, Colombo                 |                                              |
| 14:00      |               | (0 - 2) | Afridi 1re · Dawood 14e · Qasim 90+1e | Spectateurs : 100 Arbitrage : Chaiya Mahapab | Spectateurs : 100 Arbitrage : Chaiya Mahapab |
| 14:00      | rapport       |         |                                       | Spectateurs : 100 Arbitrage : Chaiya Mahapab | Spectateurs : 100 Arbitrage : Chaiya Mahapab |

| 9 mai 2014 | Sheikh Russell KC                                                | 5 - 0   | Air Force Sports Club | Sugathadasa Stadium, Colombo                  |                                               |
| 16:30      | Ahmed 14e · Mithun 35e · Mithun 55e · Millien 60e · Bisswash 86e | (2 - 0) |                       | Spectateurs : 300 Arbitrage : Timur Faizullin | Spectateurs : 300 Arbitrage : Timur Faizullin |
| 16:30      | rapport                                                          |         |                       | Spectateurs : 300 Arbitrage : Timur Faizullin | Spectateurs : 300 Arbitrage : Timur Faizullin |

| 11 mai 2014 | Sheikh Russell KC                                 | 4 - 0   | Ugyen Academy | Sugathadasa Stadium, Colombo                     |                                                  |
| 14:00       | Millien 14e · Mithun 21e · Ahmed 28e · Mithun 88e | (3 - 0) |               | Spectateurs : 200 Arbitrage : Ali Sabah Al-Qaysi | Spectateurs : 200 Arbitrage : Ali Sabah Al-Qaysi |
| 14:00       | rapport                                           |         |               | Spectateurs : 200 Arbitrage : Ali Sabah Al-Qaysi | Spectateurs : 200 Arbitrage : Ali Sabah Al-Qaysi |

| 11 mai 2014 | Air Force Sports Club                | 3 - 0   | KRL FC | Sugathadasa Stadium, Colombo                  |                                               |
| 16:30       | Duminda 3e · Dharshaka 7e · Ishan 9e | (3 - 0) |        | Spectateurs : 400 Arbitrage : Adham Makhadmeh | Spectateurs : 400 Arbitrage : Adham Makhadmeh |
| 16:30       | rapport                              |         |        | Spectateurs : 400 Arbitrage : Adham Makhadmeh | Spectateurs : 400 Arbitrage : Adham Makhadmeh |

### Groupe B
Les matchs du groupe B ont lieu aux Philippines du 6 au 10 mai 2014 sur le Stade Panaad (Bacolod).
| Rang | Équipe                | Pts | J | G | N | P | Bp | Bc | Diff |  | Résultats             |  |     |     |     |
| ---- | --------------------- | --- | - | - | - | - | -- | -- | ---- |  | --------------------- |  | --- | --- | --- |
| 1    | HTTU Achgabat         | 7   | 3 | 2 | 1 | 0 | 5  | 2  | +3   |  | HTTU Achgabat         |  | 1-1 | 2-1 | 2-0 |
| 2    | Rimyongsu Sports Club | 5   | 3 | 1 | 2 | 0 | 8  | 3  | +5   |  | Rimyongsu Sports Club |  |     | 2-2 | 5-0 |
| 3    | Ceres FC              | 4   | 3 | 1 | 1 | 1 | 5  | 4  | +1   |  | Ceres FC              |  |     |     | 2-0 |
| 4    | Tatung Football Club  | 0   | 3 | 0 | 0 | 3 | 0  | 9  | -9   |  | Tatung Football Club  |  |     |     |     |

| 6 mai 2014 | Ceres FC                   | 2 - 2   | Rimyongsu Sports Club   | Stade Panaad, Bacolod                             |                                                   |
| 17:00      | Guirado 10e · Reichelt 49e | (1 - 1) | K.H.Ri 39e · K.H.Ri 60e | Spectateurs : 5 820 Arbitrage : Yousef Al-Marzouq | Spectateurs : 5 820 Arbitrage : Yousef Al-Marzouq |
| 17:00      | rapport                    |         |                         | Spectateurs : 5 820 Arbitrage : Yousef Al-Marzouq | Spectateurs : 5 820 Arbitrage : Yousef Al-Marzouq |

| 6 mai 2014 | HTTU Achgabat             | 2 - 0   | Tatung Football Club | Stade Panaad, Bacolod                           |                                                 |
| 19:30      | Muhadow 16e · Muhadow 87e | (1 - 0) |                      | Spectateurs : 1 500 Arbitrage : Rowan Arumughan | Spectateurs : 1 500 Arbitrage : Rowan Arumughan |
| 19:30      | rapport                   |         |                      | Spectateurs : 1 500 Arbitrage : Rowan Arumughan | Spectateurs : 1 500 Arbitrage : Rowan Arumughan |

| 8 mai 2014 | Rimyongsu Sports Club | 1 - 1   | HTTU Achgabat | Stade Panaad, Bacolod                             |                                                   |
| 17:00      | H.C.Ri 81e            | (0 - 0) | Muhadow 80e   | Spectateurs : 2 200 Arbitrage : Yousef Al-Marzouq | Spectateurs : 2 200 Arbitrage : Yousef Al-Marzouq |
| 17:00      | rapport               |         |               | Spectateurs : 2 200 Arbitrage : Yousef Al-Marzouq | Spectateurs : 2 200 Arbitrage : Yousef Al-Marzouq |

| 8 mai 2014 | Tatung Football Club | 0 - 2   | Ceres FC                   | Stade Panaad, Bacolod                   |                                         |
| 19:30      |                      | (0 - 1) | Reichelt 17e · Guirado 87e | Spectateurs : 5 457 Arbitrage : Win Cho | Spectateurs : 5 457 Arbitrage : Win Cho |
| 19:30      | rapport              |         |                            | Spectateurs : 5 457 Arbitrage : Win Cho | Spectateurs : 5 457 Arbitrage : Win Cho |

| 10 mai 2014 | Ceres FC     | 1 - 2   | HTTU Achgabat                 | Stade Panaad, Bacolod                             |                                                   |
| 17:00       | De Murga 20e | (1 - 1) | Muhadow 45+2e · Muhadow 90+4e | Spectateurs : 5 940 Arbitrage : Yousef Al-Marzouq | Spectateurs : 5 940 Arbitrage : Yousef Al-Marzouq |
| 17:00       | rapport      |         |                               | Spectateurs : 5 940 Arbitrage : Yousef Al-Marzouq | Spectateurs : 5 940 Arbitrage : Yousef Al-Marzouq |

| 10 mai 2014 | Tatung Football Club | 0 - 5   | Rimyongsu Sports Club                                                      | Stade Panaad, Bacolod                 |                                       |
| 19:30       |                      | (0 - 2) | S.H.Jang 7e (pen.) · I.G.Jong 41e · H.C.Ri 51e · S.C.Pak 86e · S.C.Pak 88e | Spectateurs : 700 Arbitrage : Win Cho | Spectateurs : 700 Arbitrage : Win Cho |
| 19:30       | rapport              |         |                                                                            | Spectateurs : 700 Arbitrage : Win Cho | Spectateurs : 700 Arbitrage : Win Cho |

### Groupe C
Les matchs du groupe C ont lieu en Mongolie du 1er au 5 mai 2014 sur la pelouse du MFF Football Centre (Oulan-Bator).
| Rang | Équipe                   | Pts | J | G | N | P | Bp | Bc | Diff |  | Résultats                | Drapeau du Népal |     |     |
| ---- | ------------------------ | --- | - | - | - | - | -- | -- | ---- |  | ------------------------ | ---------------- | --- | --- |
| 1    | Manang Marsyangdi Club   | 4   | 2 | 1 | 1 | 0 | 6  | 3  | +3   |  | Manang Marsyangdi Club   |                  | 0-0 | 6-3 |
| 2    | Erchim                   | 4   | 2 | 1 | 1 | 0 | 3  | 1  | +2   |  | Erchim                   |                  |     | 3-1 |
| 3    | Svay Rieng Football Club | 0   | 2 | 0 | 0 | 2 | 4  | 9  | -5   |  | Svay Rieng Football Club |                  |     |     |

| 1er mai 2014 | Manang Marsyangdi Club                                                    | 6 - 3   | Svay Rieng Football Club         | MFF Football Centre, Oulan-Bator                   |                                                    |
| 17:00        | Rai 6e · Daravorn 8e (csc) · Azeez 24e · Rai 63e · Maskey 76e · Malla 83e | (3 - 1) | Veasna 36e · Tola 56e · Tola 85e | Spectateurs : 2 800 Arbitrage : Tayeb Shamsuzzaman | Spectateurs : 2 800 Arbitrage : Tayeb Shamsuzzaman |
| 17:00        | rapport                                                                   |         |                                  | Spectateurs : 2 800 Arbitrage : Tayeb Shamsuzzaman | Spectateurs : 2 800 Arbitrage : Tayeb Shamsuzzaman |

| 3 mai 2014 | Svay Rieng Football Club | 1 - 3   | Erchim                                                        | MFF Football Centre, Oulan-Bator            |                                             |
| 15:00      | Mony Udom 15e            | (1 - 3) | Sothearoth 10e (csc) · Gal-Erdene 35e · Gal-Erdene 45e (pen.) | Spectateurs : 3 620 Arbitrage : Vo Minh Tri | Spectateurs : 3 620 Arbitrage : Vo Minh Tri |
| 15:00      | rapport                  |         |                                                               | Spectateurs : 3 620 Arbitrage : Vo Minh Tri | Spectateurs : 3 620 Arbitrage : Vo Minh Tri |

| 5 mai 2014 | Erchim  | 0 - 0   | Manang Marsyangdi Club | MFF Football Centre, Oulan-Bator                |                                                 |
| 17:00      |         | (0 - 0) |                        | Spectateurs : 3 850 Arbitrage : Ilgiz Tantashev | Spectateurs : 3 850 Arbitrage : Ilgiz Tantashev |
| 17:00      | rapport |         |                        | Spectateurs : 3 850 Arbitrage : Ilgiz Tantashev | Spectateurs : 3 850 Arbitrage : Ilgiz Tantashev |

## Phase finale
Le tirage au sort de cette phase s'est déroulé à l'AFC House de Kuala Lumpur (Malaisie) le 25 juillet 2014 à 12h. Toutes les rencontres ont lieu du 20 au 26 septembre 2014 au Sugathadasa Stadium de Colombo, au Sri Lanka.

### Phase de poules

#### Groupe A
| Rang | Équipe                 | Pts | J | G | N | P | Bp | Bc | Diff |  | Résultats              |  | Drapeau du Népal |     |
| ---- | ---------------------- | --- | - | - | - | - | -- | -- | ---- |  | ---------------------- |  | ---------------- | --- |
| 1    | HTTU Achgabat          | 6   | 2 | 2 | 0 | 0 | 5  | 2  | +3   |  | HTTU Achgabat          |  | 3-1              | 2-1 |
| 2    | Manang Marsyangdi Club | 3   | 2 | 1 | 0 | 1 | 3  | 4  | -1   |  | Manang Marsyangdi Club |  |                  | 2-1 |
| 3    | Air Force Sports Club  | 0   | 2 | 0 | 0 | 2 | 2  | 4  | -2   |  | Air Force Sports Club  |  |                  |     |

| 20 septembre 2014 | Manang Marsyangdi Club              | 2 - 1   | Air Force Sports Club | Sugathadasa Stadium, Colombo                        |                                                     |
| 16:00             | Sh.Shrestha 35e · Gurung 64e (pen.) | (1 - 1) | Ishan 6e              | Spectateurs : 600 Arbitrage : Abdulrahman Al-Jassim | Spectateurs : 600 Arbitrage : Abdulrahman Al-Jassim |
| 16:00             | rapport                             |         |                       | Spectateurs : 600 Arbitrage : Abdulrahman Al-Jassim | Spectateurs : 600 Arbitrage : Abdulrahman Al-Jassim |

| 22 septembre 2014 | HTTU Achgabat                           | 3 - 1   | Manang Marsyangdi Club | Sugathadasa Stadium, Colombo                  |                                               |
| 16:00             | Muhadow 28e · Muhadow 73e · Muhadow 83e | (1 - 1) | Su.Shrestha 35e        | Spectateurs : 100 Arbitrage : Adham Makhadmeh | Spectateurs : 100 Arbitrage : Adham Makhadmeh |
| 16:00             | rapport                                 |         |                        | Spectateurs : 100 Arbitrage : Adham Makhadmeh | Spectateurs : 100 Arbitrage : Adham Makhadmeh |

| 24 septembre 2014 | Air Force Sports Club | 1 - 2   | HTTU Achgabat             | Sugathadasa Stadium, Colombo                  |                                               |
| 16:00             | Ishan 21e             | (1 - 0) | Muhadow 83e · Muhadow 86e | Spectateurs : 300 Arbitrage : Adham Makhadmeh | Spectateurs : 300 Arbitrage : Adham Makhadmeh |
| 16:00             | rapport               |         |                           | Spectateurs : 300 Arbitrage : Adham Makhadmeh | Spectateurs : 300 Arbitrage : Adham Makhadmeh |

#### Groupe B
| Rang | Équipe                | Pts | J | G | N | P | Bp | Bc | Diff |  | Résultats             |  |     |     |
| ---- | --------------------- | --- | - | - | - | - | -- | -- | ---- |  | --------------------- |  | --- | --- |
| 1    | Rimyongsu Sports Club | 6   | 2 | 2 | 0 | 0 | 9  | 0  | +9   |  | Rimyongsu Sports Club |  | 4-0 | 5-0 |
| 2    | Sheikh Russell KC     | 3   | 2 | 1 | 0 | 1 | 1  | 4  | -3   |  | Sheikh Russell KC     |  |     | 1-0 |
| 3    | Erchim                | 0   | 2 | 0 | 0 | 2 | 0  | 6  | -6   |  | Erchim                |  |     |     |

| 20 septembre 2014 | Erchim  | 0 - 1   | Sheikh Russell KC | Sugathadasa Stadium, Colombo                 |                                              |
| 13:00             |         | (0 - 0) | Chigozie 65e      | Spectateurs : 300 Arbitrage : Jarred Gillett | Spectateurs : 300 Arbitrage : Jarred Gillett |
| 13:00             | rapport |         |                   | Spectateurs : 300 Arbitrage : Jarred Gillett | Spectateurs : 300 Arbitrage : Jarred Gillett |

| 22 septembre 2014 | Rimyongsu Sports Club                                         | 5 - 0   | Erchim | Sugathadasa Stadium, Colombo                  |                                               |
| 13:00             | J.H.Ri 20e · H.Ri 22e · K.H.Ri 24e · S.C.Pak 57e · J.H.Ri 65e | (3 - 0) |        | Spectateurs : 200 Arbitrage : Ilgiz Tantashev | Spectateurs : 200 Arbitrage : Ilgiz Tantashev |
| 13:00             | rapport                                                       |         |        | Spectateurs : 200 Arbitrage : Ilgiz Tantashev | Spectateurs : 200 Arbitrage : Ilgiz Tantashev |

| 24 septembre 2014 | Sheikh Russell KC | 0 - 4   | Rimyongsu Sports Club                                 | Sugathadasa Stadium, Colombo                        |                                                     |
| 13:00             |                   | (0 - 2) | J.H.Ri 31e · S.C.Pak 45+4e · H.S.Ro 51e · K.I.Kim 60e | Spectateurs : 100 Arbitrage : Abdulrahman Al-Jassim | Spectateurs : 100 Arbitrage : Abdulrahman Al-Jassim |
| 13:00             | rapport           |         |                                                       | Spectateurs : 100 Arbitrage : Abdulrahman Al-Jassim | Spectateurs : 100 Arbitrage : Abdulrahman Al-Jassim |

### Finale
| 26 septembre 2014 | HTTU Achgabat                 | 2 - 1   | Rimyongsu Sports Club | Sugathadasa Stadium, Colombo                 |                                              |
| 16:00             | Jumanazarow 37e · Muhadow 55e | (1 - 0) | K.H.Ri 87e            | Spectateurs : 200 Arbitrage : Jarred Gillett | Spectateurs : 200 Arbitrage : Jarred Gillett |
| 16:00             | rapport                       |         |                       | Spectateurs : 200 Arbitrage : Jarred Gillett | Spectateurs : 200 Arbitrage : Jarred Gillett |

| HTTU ACHGABAT   |    |                         |                       |     |     |
|                 |    |                         |                       |     |     |
| G               | 1  | Drapeau du Turkménistan | Nurgeldi Astanow      | 78e |     |
| D               | 2  | Drapeau du Turkménistan | Hoshgeldy Hojovov     |     |     |
| D               | 3  | Drapeau du Turkménistan | Şöhrat Söýünow        |     |     |
| D               | 11 | Drapeau du Turkménistan | Nurýagdy Muhammedow   |     |     |
| D               | 13 | Drapeau du Turkménistan | Annasähet Annasähedow | 80e |     |
| M               | 23 | Drapeau du Turkménistan | Dawid Sarkisow (c)    | 24e |     |
| M               | 17 | Drapeau du Turkménistan | Gurbangeldi Batyrow   |     | 87e |
| M               | 5  | Drapeau du Turkménistan | Azat Şamyradow        |     |     |
| M               | 4  | Drapeau du Turkménistan | Akmyrat Jumanazarow   |     |     |
| A               | 20 | Drapeau du Turkménistan | Pirmyrat Sultanow     | 21e | 55e |
| A               | 9  | Drapeau du Turkménistan | Süleýman Muhadow      |     |     |
| Remplaçants :   |    |                         |                       |     |     |
| M               | 26 | Drapeau du Turkménistan | Orazberdy Myradov     |     | 55e |
| M               | 14 | Drapeau de la Turquie   | Okan Ersoy            |     | 87e |
|                 |    |                         |                       |     |     |
| Entraineur :    |    |                         |                       |     |     |
| Begench Garayev |    |                         |                       |     |     |

| RIMYONGSU SPORTS CLUB |    |                             |                   |     |
|                       |    |                             |                   |     |
| G                     | 1  | Drapeau de la Corée du Nord | Ju Kwang-min      |     |
| D                     | 3  | Drapeau de la Corée du Nord | Jang Song-hyok    |     |
| D                     | 17 | Drapeau de la Corée du Nord | Ro Hak-su         |     |
| D                     | 6  | Drapeau de la Corée du Nord | Ri Chang-ho       |     |
| D                     | 22 | Drapeau de la Corée du Nord | Ri Kwang-hyok     | 46e |
| M                     | 25 | Drapeau de la Corée du Nord | Kang Won-myong    |     |
| M                     | 12 | Drapeau de la Corée du Nord | Ri Jin-hyok       |     |
| M                     | 9  | Drapeau de la Corée du Nord | Pak Song-chol (c) |     |
| M                     | 7  | Drapeau de la Corée du Nord | Kim Kyong-il      |     |
| A                     | 8  | Drapeau de la Corée du Nord | Ri Hyok           | 46e |
| A                     | 10 | Drapeau de la Corée du Nord | Ri Hyok-chol      | 81e |
| Remplaçants :         |    |                             |                   |     |
| A                     | 11 | Drapeau de la Corée du Nord | Pak Chol-min      | 46e |
| A                     | 26 | Drapeau de la Corée du Nord | Song Kum-song     | 46e |
|                       |    |                             |                   |     |
| Entraineur :          |    |                             |                   |     |
| Jon Man-ho            |    |                             |                   |     |
| Jo Tong-sop           |    |                             |                   |     |

| ---------------------- Arbitres assistants : Ashley Beecham Priyanga Namal Palliya Guruge Quatrième arbitre : Abdulrahman Al-Jassim |

## Meilleurs buteurs
| Place | Joueur                  | Équipe                   | Buts |
| ----- | ----------------------- | ------------------------ | ---- |
| 1     | Süleýman Muhadow        | HTTU Achgabat            | 11   |
| 2     | Mithun Chowdhury Mithun | Sheikh Russell KC        | 4    |
| 2     | Pak Song-chol           | Rimyongsu Sports Club    | 4    |
| 2     | Ri Kwang-hyok           | Rimyongsu Sports Club    | 4    |
| 5     | Ri Jin-hyok             | Rimyongsu Sports Club    | 3    |
| 5     | Kavindu Ishan           | Air Force Sports Club    | 3    |
| 7     | Shakil Ahmed            | Sheikh Russell KC        | 2    |
| 7     | Pascal Millien          | Sheikh Russell KC        | 2    |
| 7     | Nub Tola                | Svay Rieng Football Club | 2    |
| 7     | Soyol-Erdene Gal-Erdene | Erchim                   | 2    |
| 7     | Dipak Rai               | Manang Marsyangdi Club   | 2    |
| 7     | Ri Hyok-chol            | Rimyongsu Sports Club    | 2    |
| 7     | Juan Luis Guirado       | Ceres FC                 | 2    |
| 7     | Patrick Reichelt        | Ceres FC                 | 2    |